# Raiffeisenbank Strücklingen-Idafehn
Die Raiffeisenbank Strücklingen-Idafehn eG ist eine Genossenschaftsbank mit Sitz im Ortsteil Idafehn in der niedersächsischen Gemeinde Ostrhauderfehn im Landkreis Leer.

## Geschichte
Die heutige Raiffeisenbank Strücklingen-Idafehn eG wurde am 11. November 1897 gegründet. Sie entstand im Jahr 1972 als Raiffeisenbank Strücklingen-Idafehn eGmbH durch die Fusion der Raiffeisenbank Idafehn eGmbH mit dem Sitz in Idafehn mit der Raiffeisenbank Strücklingen eGmbH mit dem Sitz in Strücklingen.

## Rechtsverhältnisse
Die Raiffeisenbank Strücklingen-Idafehn eG ist im Genossenschaftsregister beim Amtsgericht Aurich unter GnR 110009 eingetragen.

## Organisationsstruktur
Rechtsgrundlagen sind das Genossenschaftsgesetz und die durch die Generalversammlung beschlossene Satzung. Organe der Bank sind der Vorstand, der Aufsichtsrat und die Generalversammlung.

## Sicherungseinrichtung
Die Raiffeisenbank Strücklingen-Idafehn eG ist der amtlich anerkannten Sicherungseinrichtung des Bundesverbandes der Deutschen Volksbanken und Raiffeisenbanken GmbH und der zusätzlichen freiwilligen Sicherungseinrichtung des Bundesverbandes der Deutschen Volksbanken und Raiffeisenbanken e.V. angeschlossen.

## Geschäftsausrichtung
Die Raiffeisenbank Strücklingen-Idafehn eG betreibt das Universalbankgeschäft. Im Verbundgeschäft arbeitet sie mit der DZ Bank, R+V Versicherung, Bausparkasse Schwäbisch Hall, Teambank, VR Smart Finanz, DZ Hyp und der Union Investment zusammen.

## Geschäftsgebiet
Das Geschäftsgebiet liegt im Westen des Landkreises Leer und im Norden des Landkreises Cloppenburg.
An diesen Orten betreibt die Bank Filialen:
- Idafehn (Hauptstelle, jur. Sitz)
- Strücklingen (Geschäftsstelle)
- Rhaudermoor (Geschäftsstelle)
- Ostrhauderfehn (SB-Geschäftsstelle)